# Campeonato Soviético de Xadrez de 1950
O Campeonato Soviético de Xadrez de 1950 foi a 18ª edição do Campeonato de xadrez da União Soviética, realizado em Moscou, de 10 de novembro a 12 de dezembro de 1950. A competição foi vencida por Paul Keres. Keres, Isaac Boleslavsky e Vassily Smyslov entraram diretamente na final, que foi precedida por sete eventos de quartas de final e cinco semifinais (nas cidades de Leningrado, Tula, Tartu, Kiev e Gorky).

## Classificação e resultados
| N° | Jogador                     | 1 | 2 | 3 | 4 | 5 | 6 | 7 | 8 | 9 | 10 | 11 | 12 | 13 | 14 | 15 | 16 | 17 | 18 | Total |
| -- | --------------------------- | - | - | - | - | - | - | - | - | - | -- | -- | -- | -- | -- | -- | -- | -- | -- | ----- |
| 1  | Paul Keres                  | - | ½ | ½ | 1 | ½ | ½ | 0 | 1 | 1 | 1  | 1  | 0  | ½  | 1  | ½  | 1  | ½  | 1  | 11½   |
| 2  | Isaac Lipnitsky             | ½ | - | ½ | 1 | 0 | 1 | 0 | ½ | 1 | ½  | ½  | 1  | ½  | 1  | 0  | 1  | 1  | 1  | 11    |
| 3  | Alexander Tolush            | ½ | ½ | - | 0 | 1 | ½ | 1 | ½ | 0 | 1  | 1  | 0  | ½  | 1  | 1  | ½  | 1  | 1  | 11    |
| 4  | Lev Aronin                  | 0 | 0 | 1 | - | 1 | 0 | ½ | 1 | 0 | 1  | 1  | 1  | ½  | ½  | 1  | ½  | 1  | 1  | 11    |
| 5  | Alexander Konstantinopolsky | ½ | 1 | 0 | 0 | - | ½ | ½ | 1 | ½ | ½  | ½  | ½  | ½  | 1  | 1  | ½  | 1  | ½  | 10    |
| 6  | Vassily Smyslov             | ½ | 0 | ½ | 1 | ½ | - | ½ | 0 | ½ | ½  | 1  | ½  | 1  | ½  | 1  | 0  | 1  | 1  | 10    |
| 7  | Vladimir Alatortsev         | 1 | 1 | 0 | ½ | ½ | ½ | - | 0 | ½ | ½  | 0  | ½  | 1  | ½  | ½  | 1  | 0  | 1  | 9     |
| 8  | Isaak Boleslavsky           | 0 | ½ | ½ | 0 | 0 | 1 | 1 | - | 1 | 1  | ½  | ½  | 0  | 1  | ½  | ½  | ½  | ½  | 9     |
| 9  | Efim Geller                 | 0 | 0 | 1 | 1 | ½ | ½ | ½ | 0 | - | 0  | ½  | 1  | 1  | 1  | 0  | 0  | 1  | 1  | 9     |
| 10 | Salo Flohr                  | 0 | ½ | 0 | 0 | ½ | ½ | ½ | 0 | 1 | -  | 1  | ½  | 1  | ½  | 1  | 1  | ½  | ½  | 9     |
| 11 | Vladas Mikenas              | 0 | ½ | 0 | 0 | ½ | 0 | 1 | ½ | ½ | 0  | -  | 1  | 0  | ½  | 1  | 1  | 1  | 1  | 8½    |
| 12 | Tigran Petrosian            | 1 | 0 | 1 | 0 | ½ | ½ | ½ | ½ | 0 | ½  | 0  | -  | 1  | 0  | 0  | 1  | ½  | 1  | 8     |
| 13 | Igor Bondarevsky            | ½ | ½ | ½ | ½ | ½ | 0 | 0 | 1 | 0 | 0  | 1  | 0  | -  | 1  | 1  | ½  | ½  | ½  | 8     |
| 14 | Yuri Averbakh               | 0 | 0 | 0 | ½ | 0 | ½ | ½ | 0 | 0 | ½  | ½  | 1  | 0  | -  | 1  | ½  | 1  | 1  | 7     |
| 15 | Alexey Suetin               | ½ | 1 | 0 | 0 | 0 | 0 | ½ | ½ | 1 | 0  | 0  | 1  | 0  | 0  | -  | 1  | 1  | 0  | 6½    |
| 16 | Georgy Borisenko            | 0 | 0 | ½ | ½ | ½ | 1 | 0 | ½ | 1 | 0  | 0  | 0  | ½  | ½  | 0  | -  | 1  | ½  | 6½    |
| 17 | Alexey Sokolsky             | ½ | 0 | 0 | 0 | 0 | 0 | 1 | ½ | 0 | ½  | 0  | ½  | ½  | 0  | 0  | 0  | -  | ½  | 4     |
| 18 | Victor Liublinsky           | 0 | 0 | 0 | 0 | ½ | 0 | 0 | ½ | 0 | ½  | 0  | 0  | ½  | 0  | 1  | ½  | ½  | -  | 4     |